# 達琳·洛芙
達琳·洛芙（英語：Darlene Love），本名達琳·萊特（英語：Darlene Wright，1941年7月26日—）是美國流行樂歌手與女演員。她在1960年代因為歌曲〈He's a Rebel〉在1962年成為美國第一單曲而成名，並且她是菲爾·斯佩克特在1963年監製的著名聖誕節專輯《A Christmas Gift for You from Phil Spector》中獻唱的藝人之一。她在《滾石》雜誌的百大歌手榜中排行84名。洛芙在2011年入選搖滾名人堂。
身為牧師的女兒，她從小就聽著福音音樂長大，並且是教會的忠實信徒。十歲時，她開始在教堂唱詩班唱歌。在合唱團練習期間，她引起了合唱團指導科拉·馬丁（Cora Martin）的注意。馬丁在聽過她唱歌之後，便要求她去當地的音樂市場唱歌並擔任廣播；洛芙的音樂生涯就此開始。由於這是她的第一次音樂體驗，這也是她追求音樂事業的主要影響因素。那些認識她的人形容她的歌聲是「夜鶯的聲音」。她表示：「在合唱團裡（唱歌）對我的人生影響很大。我把它稱為我的學習場。在合唱團裡唱歌，我學會了怎麼唱和聲。」
作為一名女演員，她演出過最有記憶點的角色是《致命武器》電影系列中羅傑·穆爾托 （Roger Murtaugh，丹尼·葛洛佛飾演）的妻子特里希·穆爾托（Trish Murtaugh）。

## 外部鏈結
- 官方网站
- 達琳·洛芙的官方推特 （页面存档备份，存于）
- 達琳·洛芙在Allmusic上的頁面
- 達琳·洛芙的Discogs页面 （英文）
- 達琳·洛芙在互联网电影资料库（IMDb）上的資料（英文）
- 互聯網百老匯資料庫（IBDB）上達琳·洛芙的資料（英文）
- 互联网外百老汇数据库（IOBDB）上達琳·洛芙的資料（英文）
- 搖滾樂的歷史：達琳·洛芙 （页面存档备份，存于）
- 誰是達琳·洛芙？官方部落格與新聞網站 （页面存档备份，存于）
- 達琳·洛芙的採訪 （页面存档备份，存于）